# WSJT-X
Vous pouvez aider à l'améliorer ou bien discuter des problèmes sur sa page de discussion.
- Son contenu est évasif ou trop peu précis. Améliorez sa qualité à l'aide des conseils sur les sources. (Marqué depuis septembre 2020)
- Il est à actualiser. Certains passages sont obsolètes ou annoncent des événements désormais passés. (Marqué depuis septembre 2020)

- Archive Wikiwix
- Bing
- Cairn
- DuckDuckGo
- E. Universalis
- Gallica
- Google
- G. Books
- G. News
- G. Scholar
- Persée
- Qwant
- (zh) Baidu
- (ru) Yandex
- (wd) trouver des œuvres sur Wikidata

 (septembre 2020).
Chronologie des versions
2.1.0 (15 juillet 2019)
WSJT-X est un programme informatique utilisé pour les communications radio à signal faible entre opérateurs radioamateurs. 
Le programme a été initialement écrit par Joseph Hooton Taylor, il est maintenant open source et est développé par une petite équipe.
WSJT-X est utile pour transmettre des messages courts à faible puissance d'émission via des méthodes de communication radio non traditionnelles, telles que la diffusion EME et en réflexion sur les couches ionisées des météores (Meteor Scatter) et en utilisant la propagation des ondes radio de faible rapport signal/bruit dans la troposphère.